# Moosinning
 er en kommune i Landkreis Erding i Regierungsbezirk Oberbayern i den tyske delstat Bayern.

## Geografi
Moosinning ligger i Region München i Erdinger Moos omkring 7 km sydvest for Erding, 12 km fra Flughafen München, 22 km fra Freising og 31 km fra delstatshovedstaden München. Den endnu ikke færdigbyggede Flughafentangente Ost går direkte øst om Moosinning , hvor man forventer en stor forbindelsestrafik til motorvejene A 92 og A 94 når den åbner.
- Wikimedia Commons har flere filer relateret til Moosinning